# 月世界 (BUCK-TICKの曲)
「月世界」（げっせかい）は、日本のロックバンド、BUCK-TICKの14作目のシングル。1998年5月13日にマーキュリーより発売された。

## 解説
アルバム『SEXY STREAM LINER』と同時期にレコーディングされていたが、楽曲のカラーが異なるとして未収録となっていた2曲と、アルバム収録曲の布袋寅泰によるリミックスを収録。

## 収録曲
1. 月世界 (5:06)
  - 作詞：櫻井敦司、作曲：今井寿、編曲：BUCK-TICK

テレビ東京系アニメ『Night Walker -真夜中の探偵-』オープニングテーマ。
ライブツアー『SEXTREAM LINER』のアンコール・ラストで未発表曲として先行披露されていた楽曲。今井が最初に持ってきたデモテープに収録されていた2曲のうちの1曲[1]で、当初から櫻井はこの曲を気に入っており、そこに自身の入院中の情景、イメージが浮かび、呪文のように繋がりのない言葉の羅列による歌詞でそれを表現したという[2]。間奏ではテルミンがフィーチャーされている。
ミュージック・ビデオは櫻井が宙吊り、さらには逆さ吊りになって撮影されている。
2. My baby Japanese (4:32)
  - 作詞：櫻井敦司、作曲：星野英彦、編曲：BUCK-TICK

星野によるインダストリアルナンバー。非人間的なコンセプトのもと、ドラムはもちろんギター、ベース、さらにボーカルまでもサンプリングを多用しており[3]、ライブでの再現が困難なため、一度もライブで演奏されていない。2012年発売のシングル「MISS TAKE 〜僕はミス・テイク〜」にリメイク・バージョンが収録されている。
3. 無知の涙 HOT remix #001 for B-T (6:28)
  - 作詞：櫻井敦司、作曲：今井寿、リミックス：布袋寅泰

前作「囁き」に収録するリミックスの人選の際にヤガミトールが「布袋さんも面白そうだね」と今井に提案したのがきっかけでリミックスを依頼。タイトルの「#001」とは布袋が初めて他アーティストの楽曲のリミックスを手掛けたことを表している[4]。リミックスとはいえ、原曲の素材で使用されているのはボーカルのみで、バックトラックは全て布袋による新録である[2]。

## 参加ミュージシャン
- 櫻井敦司 - ボーカル
- 今井寿 - ギター、ノイズ、ボーカル
- 星野英彦 - ギター
- 樋口豊 - ベース
- ヤガミトール - ドラムス

### サポートミュージシャン
- 横山和俊 - マニピュレート、キーボード、ノイズ

## 収録アルバム
- 『97BT99』(#1 - #3)
- 『CATALOGUE VICTOR→MERCURY 87-99』(#1)